# Humberto de Alencar Castelo Branco
Humberto de Alencar Castelo Branco (Fortaleza, 20 settembre 1897 – Messejana, 18 luglio 1967) è stato un generale e politico brasiliano.
A seguito di un colpo di Stato e all'instaurazione di un regime militare, Castelo Branco ricoprì la carica di presidente del Brasile e governò con poteri dittatoriali dal 15 aprile 1964 al 15 marzo 1967.

## Biografia
Appartenente a una famiglia dell'aristocrazia che dette i natali anche allo scrittore e politico brasiliano José de Alencar, fu maresciallo dell'esercito brasiliano. 
Con l'appoggio del governo statunitense, organizzò con altri ufficiali il golpe militare che depose il presidente João Goulart (31 marzo 1964), e gli subentrò nella carica (15 aprile 1964), ma con l'Emendamento costituzionale n° 09/64 prorogò il proprio mandato fino al 15 marzo 1967. Sciolse i partiti politici, impose un formale bipartitismo tra l'Aliança Renovadora Nacional (ARENA) e il Movimento Democratico Brasileiro (MDB), abolì l'elezione diretta del presidente della Repubblica, istituì il Serviço Nacional de Informações (SNI, lo spionaggio brasiliano) e inaugurò un ventennio di governi militari noto in Brasile come dittatura dei gorillas. Nel 1966 sciolse il Congresso nazionale e lo riconvocò l'anno seguente per fargli approvare la nuova Costituzione ed eleggere presidente della Repubblica il maresciallo Artur da Costa e Silva. 
Morì in un incidente aereo nei pressi di Fortaleza il 18 luglio 1967.